# متحف فوربس في طنجة

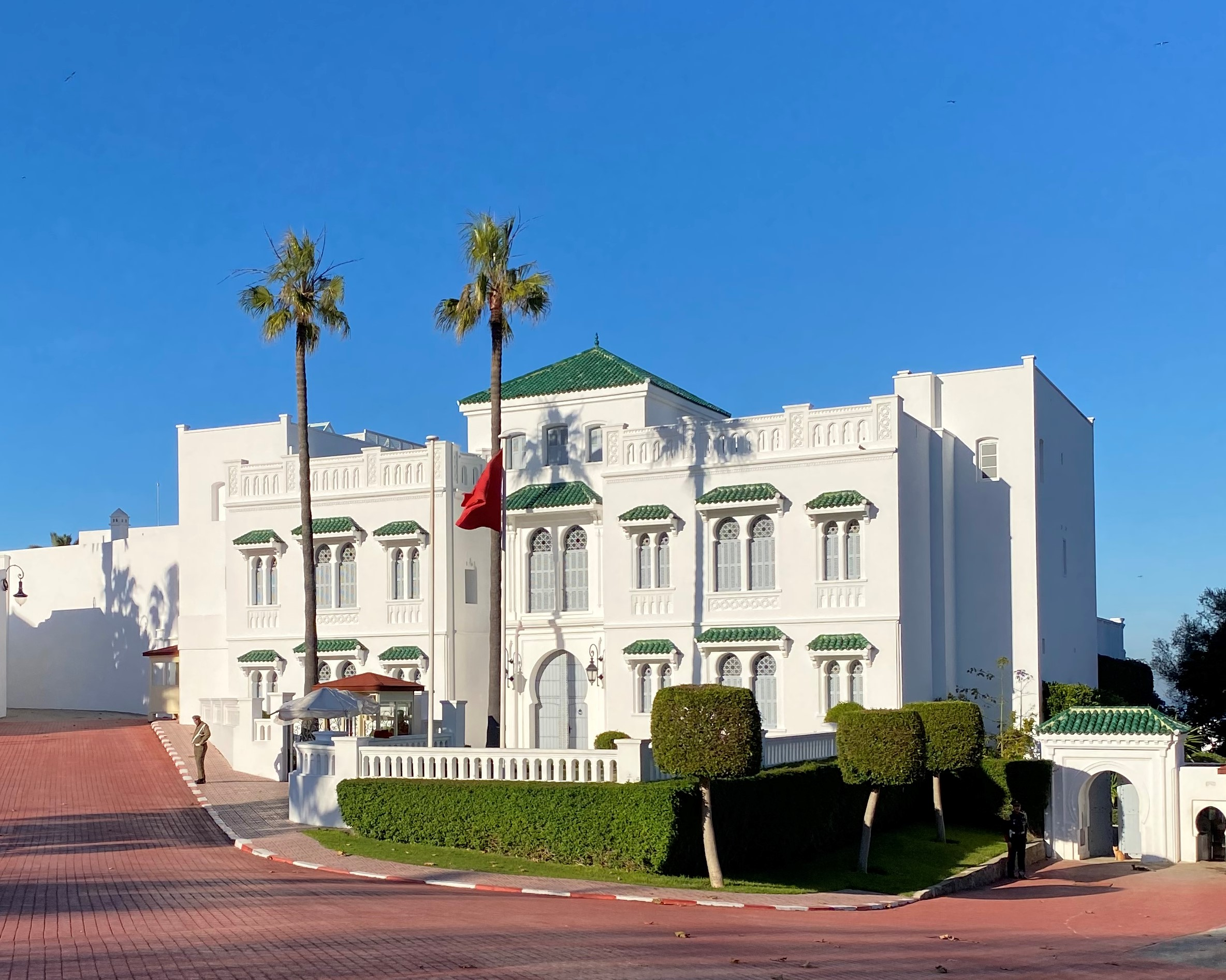
متحف فوربس من الخارج

متحف فوربس في طنجة هو متحف أسسه رجل الأعمال والصحفي الأمريكي فوربس في طنجة، المغرب.

## المتحف
يقع المتحف في قصر مندوب والذي يمكله مالكوم فوربس، على مساحة 10 فدان (40,000 متر مربع) في مارشان في طنجة. يحتوي المتحف على مجموعة من الجنود الرصاص وصل عددهم إلى 115,000 نموذج. أعادت المجموعة تمثيل العديد من معارك التاريخ الرئيسية، من معركة واترلو إلى معركة ديان بيان فو بشكل واقعي نتيجة استخدام الإضاءة والمؤثرات الصوتية.
تم تشكيل الجنود لتكون على شكل جيوش في العروض، بينما يوجد في الحديقة يوجد 600 لتكريم جنود معركة الملوك الثلاثة. بعد وفاة فوربس في عام 1990، عرض ورثته العقار للبيع، وبذلك أصبح العقار ملكا للحكومة المغربية كمقر لإقامة كبار الشخصيات الزائرة.

## المتحف في السينما
تم اختيار متحف فوربس ليكون مخبأ الشرير في فيلم جيمس بوند الخامس عشر (أضواء النهار الحية) بطولة تيموثي دالتون.

## وصلات خارجية
- متحف فوربس في طنجة على موقع فايند أغريف
- لقاء مع مالكوم فوربس بعد الاثنين الأسود، 19 أكتوبر 1987.